# Bridgend, Islay
Bridgend är ett samhälle i Storbritannien.   Det ligger i kommunen Argyll and Bute och riksdelen Skottland, i den nordvästra delen av landet, 600 km nordväst om huvudstaden London. Bridgend ligger 20 meter över havet. Det ligger på ön Islay.
Terrängen runt Bridgend är platt västerut, men österut är den kuperad. Havet är nära Bridgend åt sydväst. Runt Bridgend är det mycket glesbefolkat, med 6 invånare per kvadratkilometer. Bridgend är det största samhället i trakten. Trakten runt Bridgend består i huvudsak av gräsmarker.